# Siamaggiore
Siamaggiore (sardinski: Siamaiore, Siamajori) je grad i općina (comune) u pokrajini Oristanu u regiji Sardiniji, Italija. Nalazi se na nadmorskoj visini od 8 metara i ima 927 stanovnika.
 Prostire se na 13,17 km². Gustoća naseljenosti je 70 st/km².
Susjedne općine su: Oristano, Solarussa, Tramatza i Zeddiani.